# Pogromerna i Kejsardömet Ryssland

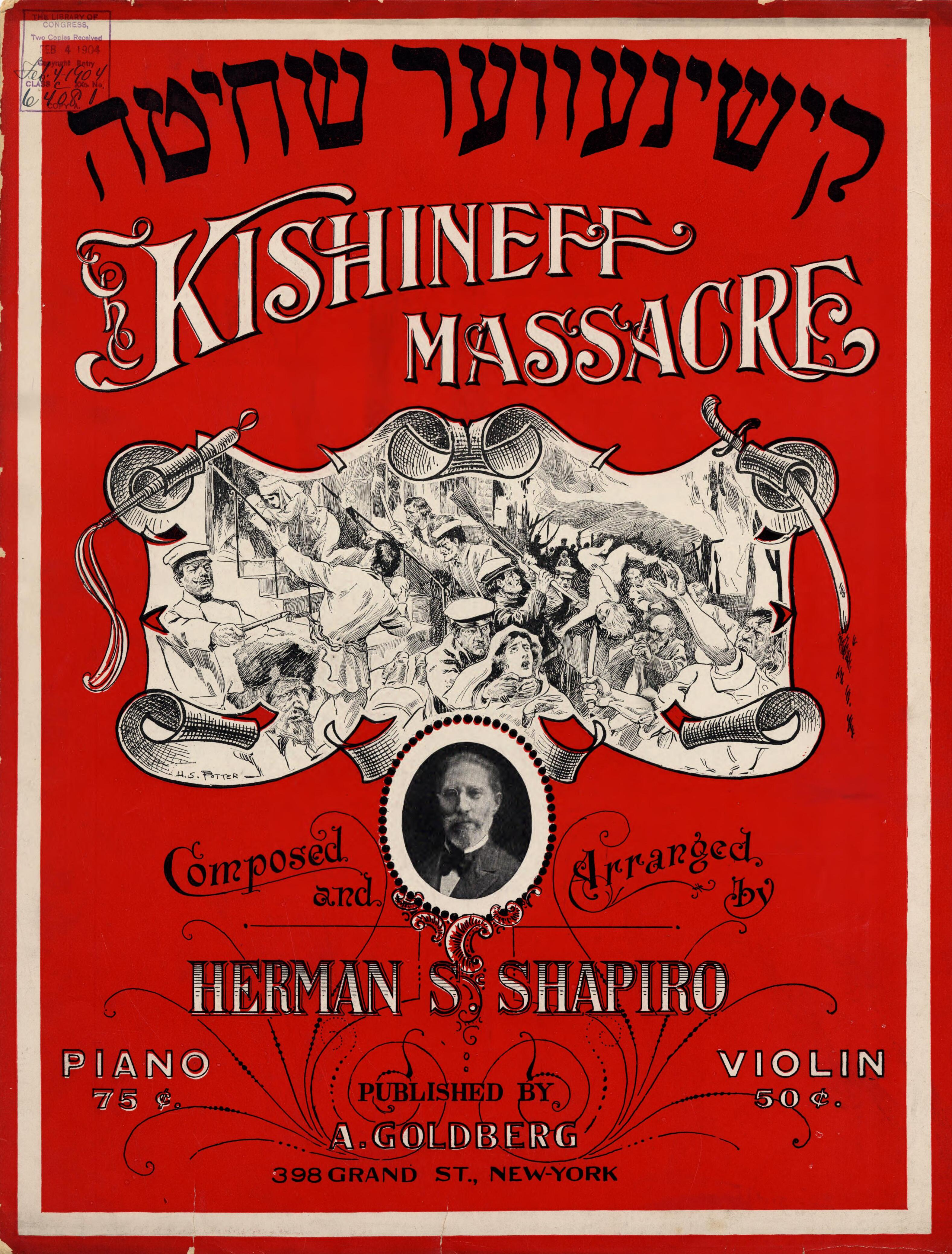
Kisjinjov-elegi.

Pogromer i kejsardömet Ryssland inträffade det ett antal av mellan 1881 och 1917. De var stora, riktade och upprepade, gav Ryska kejsardömet dålig publicitet i Västvärlden och ledde till en massutflyttning av judiska emigranter till Västeuropa och USA.

## Historik

### Bakgrund
Ryssland hade haft få judar fram till införlivandet av Polen-Litauen och Ukraina med Ryssland under 1700-talet. Dessa nya områden hade en stor judisk befolkning. Restriktioner infördes för att hindra judar att bosätta sig utanför det Judiska bosättningsområdet i Kejsardömet Ryssland, som omfattade områden där judar redan bodde. Dessa restriktioner gällde från 1791, och inga judar fick därefter flytta utanför dessa såvida de inte hade särskilt tillstånd, en universitetsexamen, medlemskap i köpmansskrået eller konverterade. Det gällde dock endast de europeiska delarna av Ryssland. Det var därför inom bosättningsområdet pogromerna ägde rum. 
Pogromerna i kejsardömet Ryssland kan huvudsakligen räknas in i två stora vågor: 1881–1884 och 1903–1906. Ryssland bedrev en antisemitisk politik mellan 1881 och 1917, och det har diskuterats om regeringen spelade någon roll i massakrerna. Något bevis på det har inte framkommit, men vad som är klart är att den inte ingrep mot eller förhindrade övergreppen och att den behandlade förövarna milt.

### 1881–1882
Attentatet på tsar Alexander II i mars 1881 skylldes på utländska agenter, och judarna blev en syndabock. En av de delaktiga i attentatet, Hesya Helfman, var född jude. Pogromer utbröt över hela sydvästra Ryssland, inklusive i Kiev, Warsawa och Odessa, och fortsatte i tre års tid. Den nye tsaren Alexander III var dessutom själv antisemit och införde en antisemitisk lagstiftning. 
Omkring fyrtio människor dödades, men hundratals skadades och våldtogs, bestals och blev hemlösa. Den mest uppmärksammade pogromen var pogromen i Kiev 1881. Pogromerna väckte stor uppmärksamhet och avsky i Väst, och många opinionsbildare uttalade sig emot dem offentligt. 1881 års pogromer ledde till att ordet pogrom blev välkänt i Västeuropa. Den resulterade i att sionismen blev populär bland ryska judar, och att många emigrerade till USA. 

### 1903–1906
Åren 1903–1906 inträffade en ny våg av pogromer i 64 ryska städer, inklusive Odessa, Jekaterinoslav (dagens Dnipro), Kiev, Kisjinjov, Simferopol, Romny, Krementjuk, Mykolajev, Tjernihiv, Kamjanets-Podilskyj, Jelizavetgrad), och 626 mindre samhällen, främst i Ukraina och Bessarabien. Vad som utlöste pogromerna är oklart. Edward Radzinsky har uppgett att vissa inträffade spontant, medan andra uppmuntrades av tsarens hemliga polis Ochrana. Myndigheterna ingrep inte mot övergreppen och benådade de skyldiga efteråt. Ytterligare en våg av pogromer ägde rum efter Oktobermanifestet 1905. 
Denna gång var dödstalen högre än förra gången, delvis på grund av att judarna gick till aktivt motstånd för att försvara sig, och omkring 2 000 personer uppskattas ha blivit dödade. Pogromerna ledde till internationella protester.